# TLDR News
TLDR News ist eine unabhängige britische Online-Mediengruppe mit Sitz in London-Clerkenwell, die 2017 von Jack Kelly gegründet wurde. Die Gruppe veröffentlicht regelmäßig Videos auf der Internet-Plattform YouTube, in denen sie aktuelle Nachrichten aus der Politik in verschiedenen Ländern der Welt thematisiert.

## Name
Der Name TLDR News setzt sich aus dem Akronym „TLDR“ und dem englischen Wort „News“ (dt.: Nachrichten) zusammen. TLDR ist eine Abkürzung für den Netzjargon „Too Long; Didn’t Read“, der von Autoren gelegentlich verwendet wird, um eine kurze Zusammenfassung einzuleiten.

## Übersicht der Kanäle
TLDR News betreibt auf YouTube sieben verschiedene Kanäle, von denen drei zurzeit inaktiv sind (Stand: August 2025). Ihre Namen geben Auskunft darüber, welche Region ein bestimmter Kanal abdeckt (UK/EU/US/Global) oder welche Videoformate auf dem Kanal erscheinen (tägliche Briefings auf TLDR Daily und Podcasts auf TLDR Podcasts).
| Kanal             | Gründung   | erstes Video | Abonnenten | Aufrufe     | Videos |
| ----------------- | ---------- | ------------ | ---------- | ----------- | ------ |
| TLDR News UK      | 31.05.2017 | 31.05.2017   | 867.000    | 199.287.774 | 1178   |
| TLDR News EU      | 02.12.2019 | 05.01.2020   | 1.030.000  | 243.919.692 | 915    |
| TLDR News Global  | 06.12.2020 | 29.12.2020   | 1.010.000  | 205.389.827 | 904    |
| TLDR Podcasts     | 03.09.2019 | 29.07.2022   | 51.700     | 2.988.814   | 199    |
| TLDR News US      | 25.06.2019 | 26.06.2019   | 257.000    | 22.215.060  | 237    |
| TLDR Daily        | 14.02.2019 | 04.04.2022   | 245.000    | 45.836.409  | 767    |
| TLDR Business     | 01.07.2020 | 20.08.2022   | 219.000    | 15.059.950  | 114    |
| Stand: 02.08.2025 |            |              |            |             |        |

## Geschichte
TLDR News wurde im April 2017 vom damals 20-jährigen britischen Informatikabsolventen Jack Kelly gegründet. Am 31. Mai 2017 wurde der erste YouTube-Kanal der Gruppe erstellt, der heute den Namen TLDR News UK trägt, und am selben Tag ihr erstes YouTube-Video veröffentlicht, welches das Wahlprogramm der Conservative Party zur Britischen Unterhauswahl 2017 thematisierte.
In den Anfangsjahren beschränkte sich die Berichterstattung von TLDR News ausschließlich auf die nationale Politik und aktuelle Ereignisse im Vereinigten Königreich. Ein besonders ausgiebig behandeltes Thema zu dieser Zeit stellte der Brexit sowie dessen Folgen dar. Laut ihrem Gründer Jack Kelly habe TLDR News hinsichtlich der Entwicklung ihrer Zuschauerzahlen von dem weltweit großen Interesse am Brexit enorm profitieren können, zumal es sich beim Brexit zugleich um einen äußerst komplizierten Prozess gehandelt habe.
Mit der Erstellung der YouTube-Kanäle TLDR News US, TLDR News EU und TLDR News Global in den Jahren 2019 und 2020 weitete TLDR News ihre Themenabdeckung auf die internationale Politik aus, wobei mit den Vereinigten Staaten und Europa neben dem Vereinigten Königreich zwei neue Schwerpunktregionen definiert wurden. Mittlerweile ist das Netzwerk von TLDR News auf sieben Kanäle angewachsen, von denen vier noch aktiv zur Veröffentlichung neuer Videos genutzt werden (Stand: August 2025).
Seit Dezember 2023 veröffentlicht TLDR News neben ihren regelmäßigen YouTube-Videos die Print-Zeitschrift Too Long, in der ausgewählte Nachrichteninhalte im Format klassischer Zeitungsartikel präsentiert werden.

## Inhalte
TLDR News ist fast ausschließlich auf YouTube aktiv, wo die Gruppe Videos mit einer Länge von acht bis zehn Minuten veröffentlicht, welche aktuelle Nachrichten aus der nationalen und internationalen Politik thematisieren. Ein besonderes Anliegen von TLDR News besteht darin, die in den Videos behandelten Inhalte möglichst unparteiisch und objektiv darzustellen. Über das leicht zugängliche Videoformat, in dem komplexe Themen möglichst kurz und vereinfacht präsentiert werden, sollen vor allem junge Leute ein besseres Verständnis vom politischen Geschehen in der Welt bekommen, um sich basierend auf ihrem so erlangten Wissen eine eigene Meinung bilden zu können. Der Erfolg dieses Ansatzes spiegelt sich auch in der Zuschauerschaft wider: Über 60 % der Zuschauer von TLDR News sind laut Angaben der Mediengruppe unter 35 Jahre alt. Zudem zeigte eine Studie des Reuters Institute for the Study of Journalism von 2024, dass TLDR News besonders unter jungen Menschen im Vereinigten Königreich eine hohe Popularität besitzt.